# 薬局距離制限事件
薬局距離制限事件（やっきょくきょりせいげんじけん）は、広島県福山市で薬局を開設することを同県に申請した者が、広島県（以下、地方公共団体としての広島県は「県」と略記）から不許可処分を受けたことを不服として提訴した行政処分取消請求事件である。
1975年（昭和50年）4月30日、薬事法第6条第2項の規定は違憲無効であり、不許可処分も無効であるとの判決が最高裁判所より言い渡された。日本国憲法下で最高裁判所が言い渡した史上2例目の法令違憲判決である。

## 事件概要

### 訴訟に至る原因
原告の株式会社（以下「原告会社」と略記）は地元の福山市に本店を置き、福山市や広島市でスーパーマーケット・化粧品販売業・薬品販売業などを経営している会社であった。原告会社は広島県福山市築切町263番地、「くらや福山店」に薬局を設置することを県福山保健所に申請した。しかし、申請の後、県の回答が出される前に薬事法（現・医薬品、医療機器等の品質、有効性及び安全性の確保等に関する法律）の改正があり、「薬局距離制限規定」が導入された。
当時、現場は「国鉄山陽線の福山駅の近くでしかも福山市の商店街の中心地に位置して流動人口も多い地域」であったとされているが、不許可決定の背景には、申請場所から最も近い「既存の薬局から水平距離で55メートルのところにあり、しかも半径約100メートルの圏内には、5軒、半径約200メートルの圏内には13軒の薬局がある」状況であったことが挙げられている。
この不許可決定に対して、法律の改正前に申請が受理されたにもかかわらず、改正後の法律を適用していること、当該申請場所は国鉄福山駅前の繁華街であり、薬局が密集していても過当競争になるおそれがないこと、そして薬事法の改正自体が、憲法第22条が保障する営業の自由を侵害しており違憲であることから、処分は違法であるとして、原告会社が不許可決定の取消しを求めて、広島県を相手に広島地方裁判所へ取消訴訟を提起したものである。

### 第一審判決
- 広島地方裁判所 昭和42年4月17日 　判決
- 事件番号:昭和39年（行ウ）　第7号

第一審判決では、薬事法改正時に経過措置の規定がなかったため、その法改正趣旨が検討され、昭和38年改正後の薬事法を適用するべきか、改正前の薬事法を適用するべきかが争点となった。
判決としては「新法不遡及の原則」の趣旨に則り「申請時の法令の定める許可基準によつて許可不許可の決定をするのが相当であつた」、すなわち改正前の薬事法を適用するべきであったと判示され、「その申請時の許可基準によらずに、申請後に定めた許可基準を適用してなした被告の本件不許可処分は違法である」とされ、請求認容の判決が言い渡された。
なお、県が適用法を誤ったことを理由とする認容判決であったため、薬事法の薬局距離制限規定が合憲か違憲かについては判断されなかった。

### 控訴審判決
- 広島高等裁判所 昭和43年7月30日 判決
- 事件番号:昭和42年（行コ）第10号

県は第一審判決を不服として広島高等裁判所に控訴した。県側が主張内容の一部を変更したが、争点は第一審判決とほぼ同様であった。
判決としては、改正法に経過措置の規定がある場合を除き、県福山保健所の「受理」行為が行われた日ではなく、県知事が「処分」を行った日の法律をもとに「処分」行為を実施するべきであると判示され、薬事法改正時に経過措置規定がなかった以上、「行政処分は処分時の法律に準拠してなさるべき」原則に準ずるべきとして改正後の薬事法を適用するべきと判示した。
これに伴い、控訴審では薬事法薬局距離制限規定の合憲性についても言及している。判決では「薬局などの設置の場所が……その偏在ないし濫立をきたすに至るが如きは、公共の福祉に反する」とされ、「改正薬事法およびこれに基く右広島県条例は、憲法第22条に違反するものではない」と合憲の判断を言い渡している。
さらに右店舗予定地は「国鉄福山駅の近辺で、福山市繁華街のうちにあることが明らかであ」り「福山駅で乗降する人々を始め、多数の人が店舗予定地附近を往来することは否めないけれども」、申請場所から半径「200メートルの範囲内をみると、既設薬局が計13個存し、既に薬局などの密集地帯であるということが明らか」（#訴訟に至る原因参照）であるとされ、県の判断は妥当であるとの判断をしている。
以上により控訴審は県（控訴人）の主張を全面的に認め、原告会社（被控訴人）の請求を棄却するものであった。

### 最高裁判決
- 最高裁判所大法廷 昭和50年4月30日 判決
- 事件番号:昭和43年（行ツ）第120号

原告会社（被控訴人）は控訴審判決のうち、改正後の薬事法を適用したことについて憲法第31条と第39条に違反すること、および薬事法の改正自体が憲法第22条と第13条に違反することを理由として最高裁判所へ上告した。
判決では「無薬局地域又は過少薬局地域における医薬品供給の確保のためには他にもその方策があると考えられるから、無薬局地域等の解消を促進する目的のために設置場所の地域的制限のような強力な職業の自由の制限措置をとることは、目的と手段の均衡を著しく失するものであつて、とうていその合理性を認めることができない。」と判示されている。すなわち、昭和38年の薬事法改正は、薬局がないかきわめて少ない地域（無薬局地域等）を解消することが目的であり、その手段として薬局の密集地帯に開業規制を設けることは、目的と手段が釣り合っていないうえ、開業規制以外の方法でも目的を達することが可能であるから、合理性を欠き、国民の営業の自由を不当に侵害しているものであり違憲であると判断されたものである。
判決全体としては、改正後の薬事法を適用したことについては県の憲法違反はなかったと判断されたが、昭和38年の薬事法改正そのものが憲法第22条に反すると判断され、原告会社（上告人、被控訴人）の請求が認容された。

## 薬事法の規定
1960年（昭和35年）に薬事法の全面改正がなされており、第6条に開設許可の基準が規定されているが、全面改正前の薬事法も同様の開設許可基準が設定されていた。当時は距離制限の規定が設けられていなかった。
1963年（昭和38年）に薬事法の一部を改正する法律（昭和38年7月12日法律第135号）による小改正が行われ、下記第2項-第4項の規定を追加することで距離制限規定が導入されていた。
（許可の基準）
第6条 次の各号のいずれかに該当するときは、前条第一項の許可を与えないことができる。
一 その薬局の構造設備が、厚生省令で定める基準に適合しないとき。
二 申請者（申請者が法人であるときは、その業務を行なう役員を含む。第十三条第二項において同じ。）が、次のイからホまでのいずれかに該当するとき。
イ-ホ （省略）
2 前項各号に規定する場合のほか、その薬局の設置の場所が配置の適正を欠くと認められる場合には、前条第一項の許可を与えないことができる。ただし、当該許可を与えない場合には、理由を附した書面でその旨を通知しなければならない。
3 都道府県知事は、前条第一項の許可の申請について前項本文に規定する事由があるかどうかを判定するには、地方薬事審議会の意見を開かなければならない。
4 第二項の配置の基準は、住民に対し適正な調剤の確保と医薬品の適正な供給を図ることができるように、都道府県が条例で定めるものとし、その制定に当たつては、人口、交通事情その他調剤及び医薬品の需給に影響を与える各般の事情を考慮するものとする。

## 事件の流れ
- 昭和38年6月25日 - 原告会社が県福山保健所を通じて薬局開設の許可を申請する。
- 昭和38年7月11日 - 許可申請書が県福山保健所で受理される。
- 昭和38年7月12日 - 「薬事法の一部を改正する法律」（昭和38年7月12日法律第135号）が公布、即日施行される。
- 昭和38年10月1日 - 改正薬事法に基づく「薬局等の配置の基準を定める条例」（昭和38年広島県条例第29号）が公布、即日施行される。
- 昭和39年1月27日 - 県知事が原告会社に不許可の処分を決定する。
- 昭和39年2月1日 - 不許可決定通知が原告会社に到達する。
- 昭和42年4月17日 - 広島地方裁判所より第一審判決が言い渡される。
- 昭和43年7月30日 - 広島高等裁判所より控訴審判決が言い渡される。
- 昭和50年4月30日 - 最高裁判所より上告審判決が言い渡される。
- 昭和50年7月13日 - 薬事法が改正され、違憲と指摘された部分が削除される。

## 違憲判決の影響

### 薬事法の改正
最高裁判所が違憲判決を言い渡した約2か月半後、「薬事法の一部を改正する法律」（昭和50年7月13日法律第37号）が公布・施行され、薬事法第6条のうち第2項-第4項が削除された。

### 学説への影響
学説では、本判例の、職業選択の自由に対する規制についての「その規制を要求する社会的理由ないし目的も、国民経済の円満な発展や社会公共の便宜の促進、経済的弱者の保護等の社会政策及び経済政策上の積極的なものから、社会生活における安全の保障や秩序の維持等の消極的なもの」という判示から、経済的自由権の規制はその目的によって積極目的規制と消極目的規制に分けられる、とする「規制目的二分論」が現れた。